# Spartathlon

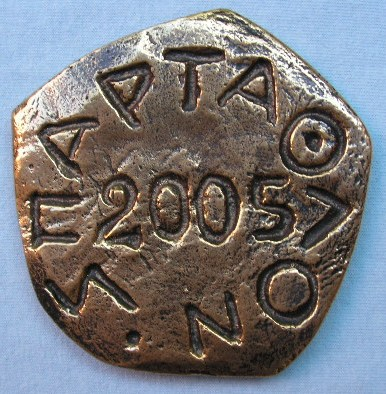
Finisher-Medaille

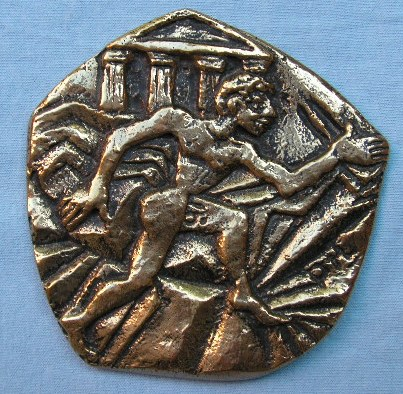
Rückseite Finisher-Medaille

Der Spartathlon ist ein Ultramarathon über eine Strecke von 246 km, der in Griechenland seit 1983 veranstaltet wird. Die historische Strecke von Athen nach Sparta muss dabei in einem Zeitlimit von 36 Stunden zurückgelegt werden.

## Geschichte
Der Vater des Spartathlon ist der griechische Bote Pheidippides, der nach der Überlieferung von Herodot 490 v. Chr. während der Perserkriege von den Athenern nach Sparta geschickt wurde, um bei den Spartanern um Hilfe in der bevorstehenden Schlacht bei Marathon zu bitten. Der Bote begab sich morgens auf die 246 km lange Strecke und kam am Abend des nächsten Tages an.
Im Oktober 1982 wollte John Foden, ein Kommandeur der britischen Royal Air Force und selber Langstreckenläufer, diese historische Laufleistung rekonstruieren. Er schaffte es zusammen mit zwei Kameraden von Athen nach Sparta auf der Originalstrecke (soweit rekonstruierbar) um die 36 Stunden zu laufen (Scoltens: 34:30, Foden: 37:37, McCarthy: 39:0). Das war die Geburtsstunde des Spartathlon, der seither jedes Jahr am letzten Freitag im September abgehalten wird.
Rekordsieger bei den Männern ist Yiannis Kouros, der bei jedem seiner vier Starts gewann. Der Karlsruher Jens Lukas siegte dreimal (1999, 2004, 2005), die Deutsche Helga Backhaus viermal (1994–1997).

## Teilnahmebedingungen
Der Teilnahmebedingung für den Spartathlon genügt, wer innerhalb der letzten drei Jahre mindestens eine der folgenden Bedingungen erfüllt hat:
- einen Lauf von 100 Meilen in einer Zeit unter 21:00 h (Männer) oder 22 h (Frauen) beendet hat;
- am Spartathlon teilgenommen und wenigstens den Kontrollpunkt Nestani bei km 172 innerhalb von 24:30 h erreicht hat;
- den Spartathlon innerhalb 36 h beendet hat;
- Finisher eines Laufs von 200 bis 220 km  unter 29 h (Männer) oder 30 h (Frauen) war;
- in einem 12-Stundenlauf eine Distanz von 120 km (Männer) oder 110 km (Frauen) erreicht hat;
- in einem 24-Stundenlauf eine Distanz von 180 km (Männer) oder 170 km (Frauen) erreicht hat;
- in einem 48-Stundenlauf eine Distanz von 280 km (Männer) oder 260 km (Frauen) erreicht hat;
- Finisher beim Lauf Nemea-Olympia innerhalb des Zeitlimits von 27 h (Männer) oder 28 h (Frauen) war.

Darüber hinaus existieren noch weitere, wettkampfspezifische Qualifikationsmöglichkeiten.

## Statistik

### Streckenrekorde
- Männer: 19:55:09, Fotis Zisimopoulos (GRE), 2023
- Frauen: 22:35:31, Herron Camille (USA), 2023

### Siegerliste
| Jahr | Männer                    | Zeit     | Frauen                                                             | Zeit     |
| ---- | ------------------------- | -------- | ------------------------------------------------------------------ | -------- |
| 1983 | Yiannis Kouros (GRE)      | 21:53 h  | Eleanor Adams (GBR)                                                | 32:37:52 |
| 1984 | Yiannis Kouros (GRE)      | 20:25 h  | Mary Larsson-Hanudel (USA) Lorna Richie (USA) & Marcy Schwam (USA) | 34:15:10 |
| 1985 | Patrick Macke (GBR)       | 23:18 h  | Mary Larsson-Hanudel (USA)                                         | 34:10 h  |
| 1986 | Yiannis Kouros (GRE)      | 21:57 h  | Waltraud Reisert (GER)                                             | 32:21 h  |
| 1987 | Rune Larsson (SWE)        | 24:41 h  | Hilary Walker (GBR)                                                | 31:23:30 |
| 1988 | Rune Larsson (SWE)        | 24:42 h  | (keine Frau im Ziel)                                               |          |
| 1989 | Patrick Macke (GBR)       | 24:32 h  | Mary Larsson-Hanudel (USA)                                         | 31:57:23 |
| 1990 | Yiannis Kouros (GRE)      | 20:29 h  | Anne-Marie Deguilhem (FRA)                                         | 34:07:41 |
| 1991 | János Bogár (HUN)         | 24:15:31 | Ursula Blasberg (GER)                                              | 34:42:45 |
| 1992 | Rusko Kantiew (BUL)       | 24:15:31 | Hilary Walker (GBR)                                                | 29:49:49 |
| 1993 | Rune Larsson (SWE)        | 26:57:12 | Sigrid Lomsky (GER)                                                | 32:43:32 |
| 1994 | James Zarei (GBR)         | 26:15 h  | Helga Backhaus (GER)                                               | 30:41 h  |
| 1995 | James Zarei (GBR)         | 25:59:42 | Helga Backhaus (GER)                                               | 29:33 h  |
| 1996 | Roland Vuillemenot (FRA)  | 26:21 h  | Helga Backhaus (GER)                                               | 29:50 h  |
| 1997 | Kostas Reppos (GRE)       | 23:37 h  | Helga Backhaus (GER)                                               | 30:39 h  |
| 1998 | Kostas Reppos (GRE)       | 25:11:41 | Mary Larsson-Hanudel (SWE)                                         | 28:46:58 |
| 1999 | Jens Lukas (GER)          | 25:38:03 | Anny Monot (FRA)                                                   | 35:38:08 |
| 2000 | Masayuki Ōtaki (JPN)      | 24:01:10 | Hiroko Okiyama (JPN)                                               | 29:16:37 |
| 2001 | Valmir Nunes (BRA)        | 23:18:05 | Alzira da Silva Portela Lário (POR)                                | 30:31:41 |
| 2002 | Ryōichi Sekiya (JPN)      | 23:47:54 | Irina Reutowitsch (RUS)                                            | 28:10:48 |
| 2003 | Markus Thalmann (AUT)     | 23:28:24 | Akiko Sakamoto (JPN)                                               | 29:07:44 |
| 2004 | Jens Lukas (GER)          | 25:49:59 | Kimie Noto (JPN)                                                   | 29:57:40 |
| 2005 | Jens Lukas (GER)          | 24:20:39 | Kimie Noto (JPN)                                                   | 30:23:07 |
| 2006 | Scott Jurek (USA)         | 22:52:18 | Sumie Inagaki (JPN)                                                | 28:37:20 |
| 2007 | Scott Jurek (USA)         | 23:12:14 | Akiko Sakamoto (JPN)                                               | 31:09:24 |
| 2008 | Scott Jurek (USA)         | 22:20:01 | Sook-Hue Hur (KOR)                                                 | 30:03:22 |
| 2009 | Ryōichi Sekiya (JPN)      | 23:48:24 | Sumie Inagaki (JPN)                                                | 27:39:49 |
| 2010 | Ivan Cudin (ITA)          | 23:03:06 | Emily Gelder (GBR)                                                 | 30:17:03 |
| 2011 | Ivan Cudin (ITA)          | 22:57:34 | Szilvia Lubics (HUN)                                               | 29:07:45 |
| 2012 | Stu Thoms (GER)           | 26:28:19 | Elizabeth Hawker (GBR)                                             | 27:02:17 |
| 2013 | Oliveira Joao (POR)       | 23:29:08 | Szilvia Lubics (HUN)                                               | 28:03:04 |
| 2014 | Ivan Cudin (ITA)          | 22:29:29 | Szilvia Lubics (HUN)                                               | 26:53:40 |
| 2015 | Florian Reus (GER)        | 23:17:32 | Katalin Nagy (USA)                                                 | 25:07:12 |
| 2016 | Andrzej Radzikowski (POL) | 23:01:13 | Katalin Nagy (USA)                                                 | 25:22:26 |
| 2017 | Aleksandr Sorokin (LT)    | 22:04:04 | Patrycja Bereznowska (POL)                                         | 24:48:18 |
| 2018 | Yoshihiko Ishikawa (JPN)  | 22:55:13 | Zsuzsanna Maraz (HUN)                                              | 27:05:28 |
| 2019 | Tamás Bódis (HUN)         | 23:28:37 | Zsuzsanna Maraz (HUN)                                              | 27:16:26 |
| 2021 | Fotis Zisimopoulos (GRE)  | 21:57:36 | Diana Dzaviza (LAT)                                                | 25:24:25 |
| 2022 | Fotis Zisimopoulos (GRE)  | 21:00:59 | Diana Dzaviza (LAT)                                                | 25:03:41 |
| 2023 | Fotis Zisimopoulos (GRE)  | 19:55:09 | Camille Herron (USA)                                               | 22:35:31 |